# Regicidio de Lisboa
El Regicidio de Lisboa ocurrió el 1 de febrero de 1908 en el Terreiro do Paço, una plaza pública en la capital portuguesa, Lisboa. Se trataba del asesinato de Carlos I de Portugal y su heredero, el príncipe Luis Felipe, por asesinos con simpatías republicanas.

## Causas
Hubo una serie de motivos del crimen que se cometió aquella tarde de febrero:

### Influencias francesas jacobinas
Inspirados en el establecimiento de la Tercera República Francesa en 1870, los políticos idealistas portugueses se interesaron en tener un régimen similar en Portugal. Los escritos de Léon Gambetta (y otros) fueron leídos y admirados, sobre todo por estudiantes de la Universidad de Coímbra. Tras el periodo de revanchismo monarquista en Francia había menguado, y el servicio de trenes Sud Express entre Lisboa y París se estableció en 1887, la influencia izquierdista jacobina francesa se hizo más fuerte en Portugal, sobre todo porque esto contrarió la humillación nacional causada por el Ultimátum británico de 1890. 

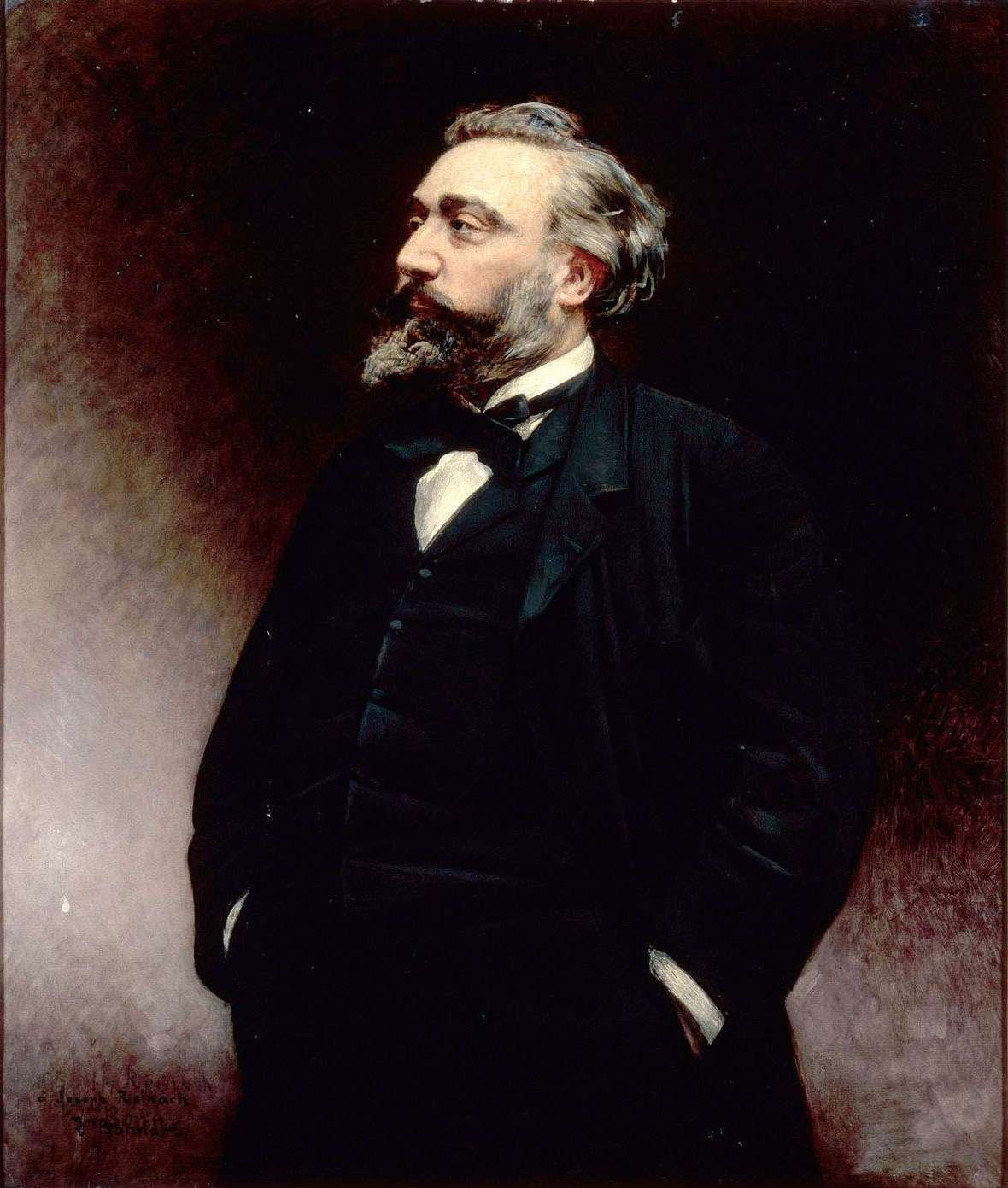
Léon Gambetta.

### El ultimátum británico
El Ultimátum Británico, que era un golpe amargo al orgullo portugués, se produjo en el segundo año del reinado del Rey Carlos I. Esto causó pérdidas enormes del territorio del África Portuguesa: para ser específicos, las áreas del autoproclamado mapa rosa que yace entre Angola y Mozambique, a saber, la actual Zambia, Zimbabue, y Malaui. Esto condujo a un ultraje público, que fue agarrado por los republicanos y jacobinos como una oportunidad de atacar la monarquía.

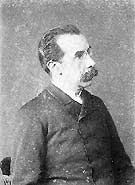
José Luciano de Castro.

El problema surgió, no debido a las acciones del rey, sino como una consecuencia de la política expansionista del gobierno portugués. Henrique de Barros Gomes, que sostuvo la cartera de ministro de la Marina y de Asuntos Exteriores en el gobierno de José Luciano de Castro, confabuló con Alemania, para crear "un nuevo Brasil en África", pero estos sueños coloniales sufrieron un colapso cuando se obligó a que Portugal accediera al ultimátum británico. Carlos I inmediatamente trató de atajar la amenaza para los intereses internacionales de Portugal, y fue moderadamente acertado ejerciendo sus  considerables habilidades diplomáticas, reforzadas por parentescos tanto con la realeza británica como con la alemana.

### Política republicana
Para 1907 había un fuerte y creciente presencia republicana en las ciudades de Lisboa y Porto, donde el Partido Republicano Portugués había ganado ya elecciones locales y había tenido la intención de promover un gobierno republicano a nivel nacional. Como los republicanos eran implícitamente antimonárquicos, el Rey Carlos disolvió el parlamento y aprobó a João Franco, ya primer ministro de Portugal desde 1906, para gobernar mediante dictadura parlamentaria hasta que se pueda restaurar el orden. Este era el método portugués de gobernar durante períodos de crisis, y fue usado por primera vez en 1833, cuando los partidos principales no podían convenir en el establecimiento de un gobierno. 

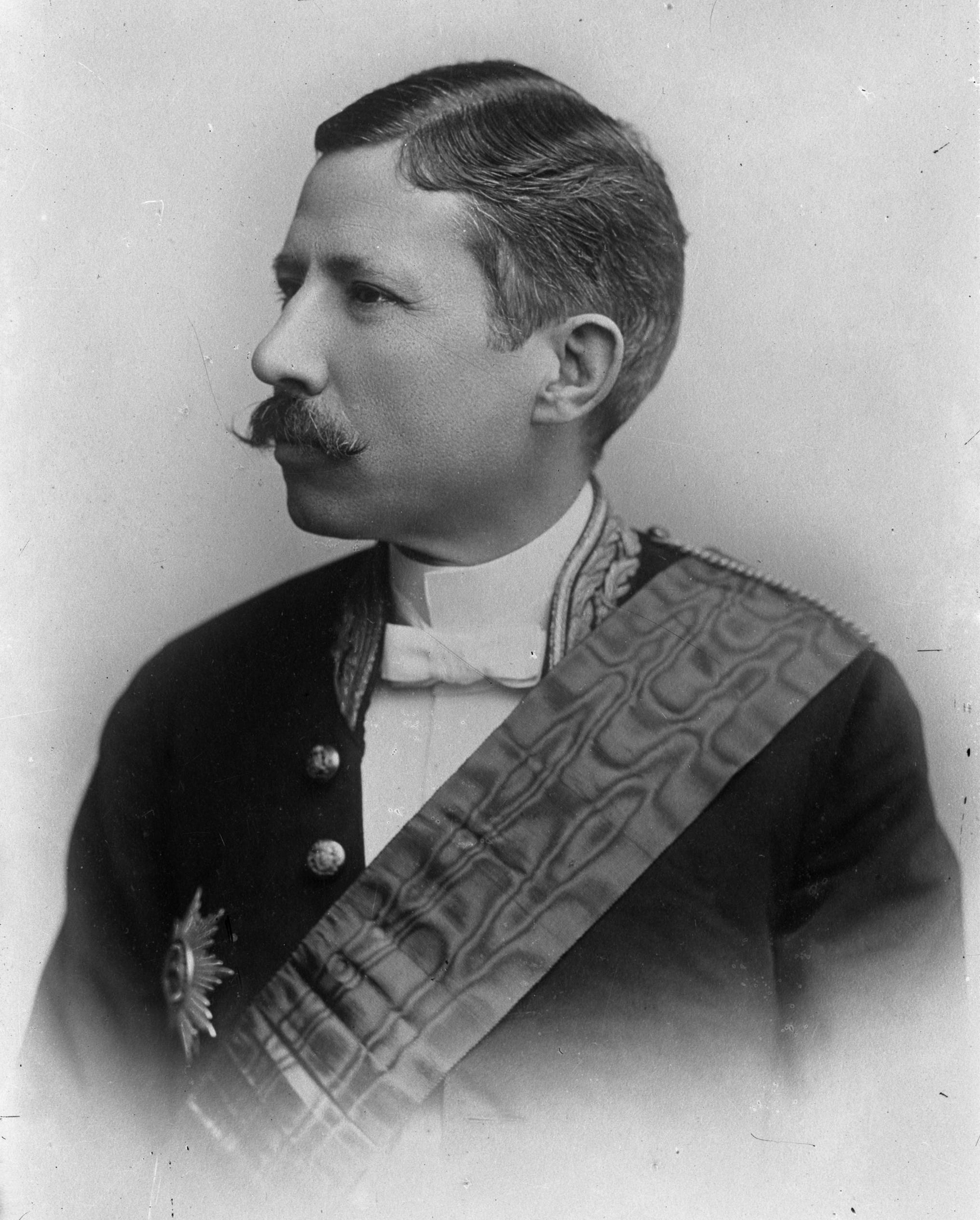
João Franco.

Carlos I y el primer ministro pretendieron consolidar el poder del nuevo partido de João Franco, el Liberal Regenerador, con el fin de que pueda gobernar solo, sin socios de la coalición republicana en el Parlamento. Sin embargo, esta medida aumentó la tensión política. Los dos principales partidos monárquicos, Partido Regenerador y el Partido Progressista, estaban acostumbrados a compartir el poder, en una rotación informal. En reacción a la acción a favor de la facción de Carlos Franco, que unieron sus fuerzas con el Partido Republicano Português, para resistir a Franco y sus secuaces.

## El resultado provisional
En enero de 1908, muchos de los políticos prominentes de la nación se comprometieron con las intenciones revolucionarias del Partido Republicano, fueron detenidos, entre ellos varios miembros del Partido Progresista, aparentemente monarquista. Fueron juzgados y condenados a la esclavitud en las colonias. Las elecciones generales fueron fijadas para el mes de abril, y la victoria del nuevo partido de João Franco estaba asegurada cuando las demás partes no pudieron ponerse de acuerdo sobre el reparto del poder.

## El regicidio
El 1 de febrero de 1908, la familia real regresaba a Lisboa desde el palacio de Vila Viçosa en la región de Alentejo, centro de Portugal. Después de cruzar el río Tajo en barco de vapor, viajaban en un coche abierto para la parte final de su viaje hasta el Palacio de las Necesidades. Cuando el coche real cruzó el Terreiro do Paço, dos activistas republicanos, Alfredo Costa y Manuel Buiça, dispararon contra la familia. Buiça, que era un sargento del ejército y ex francotirador, realizó los disparos mortales desde un rifle escondido bajo su largo abrigo. Carlos I murió instantáneamente y el Príncipe Real Luís Filipe solamente sobrevivió veinte minutos más. La Reina Amelia fue la única en salir ilesa. Ella intentó defender a su hijo menor, el príncipe Manuel, utilizando su ramo de flores para golpear el brazo del asesino, mientras gritaba, "¡¡infames, infames!!". El príncipe Manuel fue herido en el brazo. Buiça disparó dos tiros más, hiriendo a un oficial y a un soldado que se acercaban a él. Los dos asesinos fueron abatidos por la policía y guardaespaldas, quienes también mataron en la confusión a un espectador inocente.

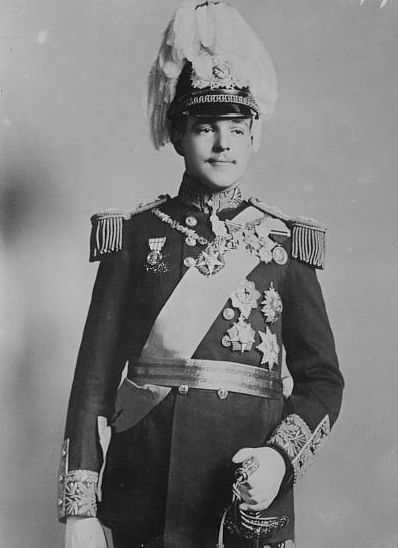
Manuel II.

Varios días más tarde, el Príncipe Manuel fue aclamado rey de Portugal, el último de la Casa de Braganza Sajonia-Coburgo y Gotha. Mientras tanto, las noticias del regicidio de Lisboa fueron recibidas con el horror casi universal por la población portuguesa y el mundo libre. En cierto modo, los asesinatos precipitaron la Revolución Republicana de 1910 que se tradujo en el final de la monarquía portuguesa y la proclamación de la Primera República Portuguesa. El regicidio también apresuró los proyectos del heredero portugués, Manuel II, para su matrimonio con la princesa Patricia de Connaught, nieta de la reina Victoria del Reino Unido, un matrimonio del que habían hablado el rey Carlos I y el rey Eduardo VII del Reino Unido. (Realmente el matrimonio nunca se formalizó; él (el príncipe) se casó en 1913, con una princesa de Suabia, y ella en 1919, con un plebeyo, hijo menor de un conde.) 
El regicidio extinguió la influencia del rey de Portugal en los asuntos políticos de Europa, que había sido significativa en el mantenimiento de las colonias portuguesas ante la oposición de los gobiernos de Gran Bretaña y Alemania. Además, esto terminó con la influencia que el rey tenía sobre el ejército portugués, ya que Manuel II, de temperamento artístico y literario, sin afinidad con los militares, no tenía ningún interés en tales asuntos. Solamente dos años más tarde, la revolución que condujo a la proclamación del Primera República Portuguesa se encontró sin la oposición del Estado Mayor de Portugal.

## Los responsables
Alfredo Costa y Manuel Buiça cayeron abatidos durante el ataque a la familia real. Después de 1910, el gobierno republicano liderado por el primer ministro Afonso Costa terminó la investigación judicial de los asesinatos y cerró el caso sin condena ni conclusión. Ambos asesinos fueron objeto de publicidad continua, y muchos fueron a visitar sus tumbas en el Cementerio del Alto de São João durante el reinado de Manuel II y la Primera República Portuguesa que siguió. El Partido Republicano Portugués se hizo cargo de los funerales y el costo de sus tumbas.
Aquilino Ribeiro, aunque no participó directamente, estaba implicado y conocía el plan y a los asesinos, como declaró en su obra Un escritor confiesa.
Según el testimonio de José Maria Nunes, la planificación del regicidio se discutió por primera vez en París, en el Hotel Brébant del Boulevard Poissonnière, entre dos políticos portugueses y algunos revolucionarios franceses. El regicida no nombra a estos políticos, ni nunca ha podido identificarlos, pero los revolucionarios franceses probablemente pertenecían al movimiento anarquista internacional, dado que el embajador portugués en París llegó a advertir que desde estos sectores se estaba preparando un complot contra la familia real portuguesa.

## Centenario
Para conmemorar el centenario del regicidio de 1908:
- Se publicó un libro titulado "Dossier Regicídio" (Expediente Regicidio), que explica y habla del expediente de investigación y búsqueda de responsabilidades sobre el regicidio de 1908, cuyos resultados se desconocen[4];
- El presidente de la República, Aníbal Cavaco Silva, inauguró una estatua del rey Carlos junto a la bahía de la villa de Cascais y frente a ella, simbolizando, en cierto modo, el estudio y el cariño que el rey tenía por el mar y la naturaleza, y su afecto por la villa de Cascais;
- Simbólicamente, el pretendiente Duarte Pio de Bragança y su primogénito, Afonso de Santa Maria de Bragança, depositaron una corona de flores en el lugar del regicidio, marcado por una placa. A continuación se celebró una misa en honor del rey Carlos y del príncipe Luís Filipe de Bragança en la iglesia de San Vicente de Fora de Lisboa, donde están enterrados sus restos. Fue celebrada por el cardenal patriarca de Lisboa, José Policarpo;
- RTP produjo una serie sobre el regicidio llamada "O Dia do Regicídio" para celebrar su centenario.[6]